# Basananthe holmesii
Basananthe holmesii là một loài thực vật có hoa trong họ Lạc tiên. Loài này được R.Fern. & A.Fern. mô tả khoa học đầu tiên năm 1976.